# Comuni della Repubblica Ceca (G)
Questa pagina contiene l'elenco dei comuni cechi il cui nome inizia con la lettera G.
Per ciascun comune sono indicati il distretto e la regione d'appartenenza. I comuni che hanno lo status di città (město) sono indicati in grassetto, quelli che hanno lo status di comune mercato (městys) in corsivo.
| Comune         | Distretto      | Regione             |
| -------------- | -------------- | ------------------- |
| Golčův Jeníkov | Havlíčkův Brod | Vysočina            |
| Grešlové Mýto  | Znojmo         | Moravia meridionale |
| Gruna          | Svitavy        | Pardubice           |
| Grunta         | Kolín          | Boemia centrale     |
| Grygov         | Olomouc        | Olomouc             |
| Grymov         | Přerov         | Olomouc             |